# Velîkodubove, Vilneansk
Velîkodubove (în ucraineană Великодубове) este un sat în comuna Ternivka din raionul Vilneansk, regiunea Zaporijjea, Ucraina.

## Demografie
Componența lingvistică a localității Velîkodubove
     Ucraineană (82,46%)
     Rusă (17,11%)
     Alte limbi (0,44%)
Conform recensământului din 2001, majoritatea populației localității Velîkodubove era vorbitoare de ucraineană (82,46%), existând în minoritate și vorbitori de rusă (17,11%).